# Rochefort-sur-Loire
Rochefort-sur-Loire est une commune française située dans le département de Maine-et-Loire, en région Pays de la Loire.
Son  territoire borde la Loire en aval d'Angers et en amont de Chalonnes-sur-Loire, dans le Val de Loire classé au Patrimoine mondial de l'UNESCO. Sa position sur la vallée de la Loire en a fait un point de passage important dans l'histoire.
Rochefort-sur-Loire est une commune agricole et viticole (vignoble de Chaume), un lieu résidentiel péri-urbain et un centre touristique.

## Géographie

### Localisation
Commune angevine de l'ouest du département de Maine-et-Loire, Rochefort-sur-Loire est située sur la rive gauche de la Loire. Son territoire se trouve dans le Val de Loire, classé au Patrimoine mondial de l’humanité, et dans la zone de Confluence Maine-Loire, en limite des Mauges et du Saumurois.
Les Mauges sont la partie sud-ouest du Maine-et-Loire, délimités au nord par la Loire (fleuve) et à l'est par le Layon (rivière), tandis que le Saumurois en est sa partie sud-est, délimité au nord par la Loire et à l'ouest par le Layon.
Rochefort-sur-Loire se situe à 15 km au sud-ouest d’Angers, entre Val-du-Layon (3 km) et Denée (5 km).

### Communes limitrophes
Les communes limitrophes sont  Beaulieu-sur-Layon, Béhuard, Chalonnes-sur-Loire, Chaudefonds-sur-Layon, Denée, La Possonnière, Mozé-sur-Louet et Val-du-Layon.
Communes des alentours : Béhuard (3 km), La Possonnière (3 km), Savennières (3 km), Val-du-Layon (3 km), Denée (5 km) et Chaudefonds-sur-Layon (5 km).

### Géologie et relief
La commune s'étend sur près de 28 km2 (2 780 hectares) et son altitude varie de 12 à 104 mètres, pour une altitude moyenne de 58 mètres.
Commune ligérienne, son territoire s'articule autour de deux reliefs principaux : une partie se situe sur la vallée de la Loire (rive gauche), entre ce fleuve (limite nord) et le Louet (bras de la Loire), et une autre partie sur les coteaux, qu'elle partage avec Saint-Aubin-de-Luigné (commune de Val-du-Layon).
Rochefort se situe sur les unités paysagères des plateaux de l'Aubance, du couloir du Layon et de la Loire des promontoires. Située au sud-est du Massif armoricain, à proximité de sa limite avec le bassin parisien, la partie nord se compose de la vallée, vaste plaine formée d'alluvions régulièrement inondée, et la partie sud de coteaux situés sur la faille du Layon, qui est jalonnée de nombreux bassins sédimentaires carbonifères.
La Corniche Angevine, qui se trouve en partie sur la commune, est une zone géographique très resserrée qui se situe entre Chalonnes-sur-Loire et Rochefort-sur-Loire. Coincée entre la vallée du Layon et celle de la Loire, son relief date du paléozoïque (ère primaire).
La barre rocheuse de la Corniche angevine est constituée de grès ferrugineux, de schistes houillers, de cinérites et de houille.

### Hydrographie
Outre la Loire et le Louet, d'autres cours d'eau traversent la commune, comme le ruisseau de Saint-Lézin ou celui de le Besnarderie.
Le Louet est formé par un bras de la Loire au niveau de Juigné-sur-Loire, s'en éloignant à travers les terres de la vallée jusqu'à la rejoindre à Chalonnes-sur-Loire.

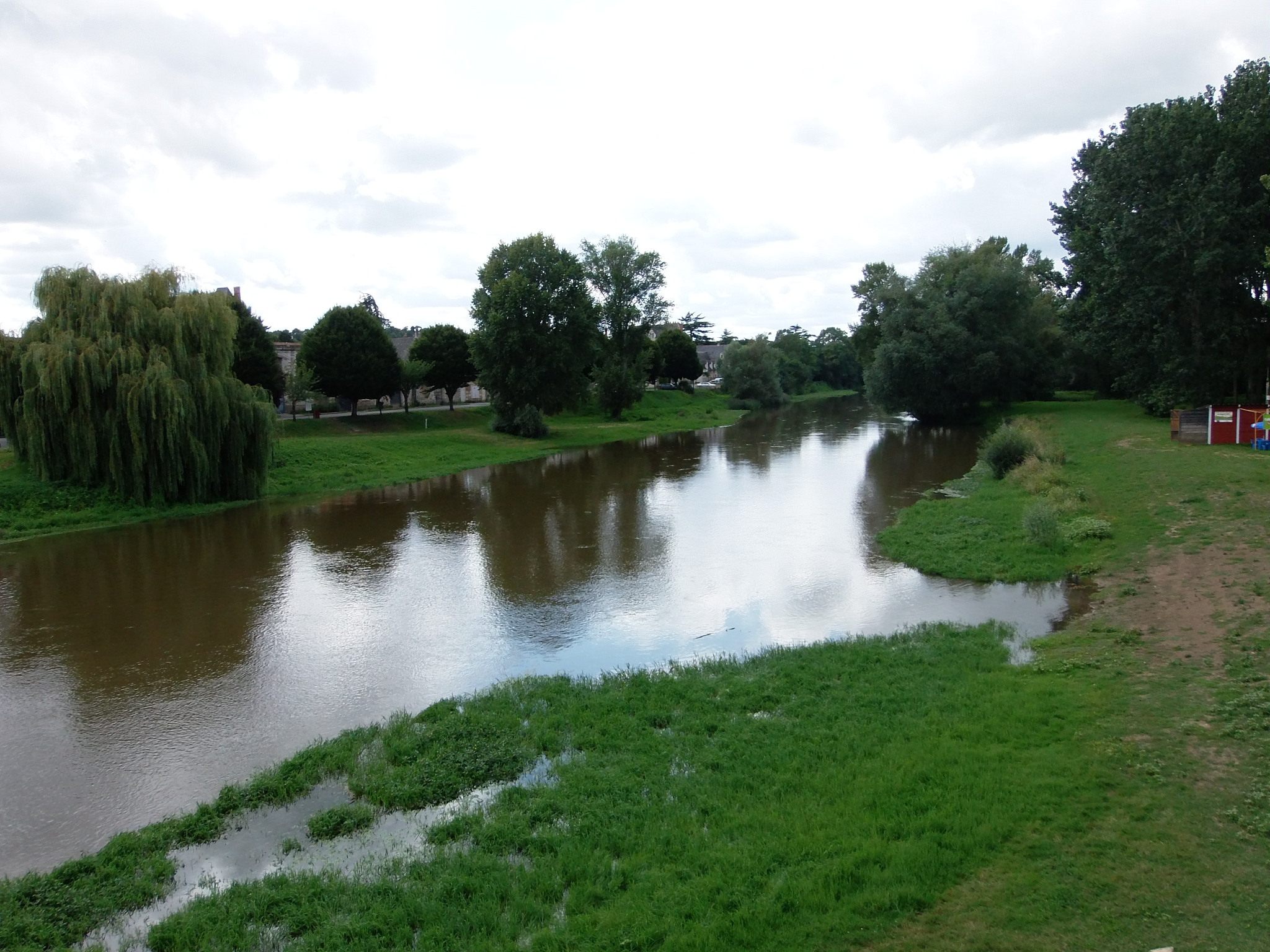
Le Louet à Rochefort.
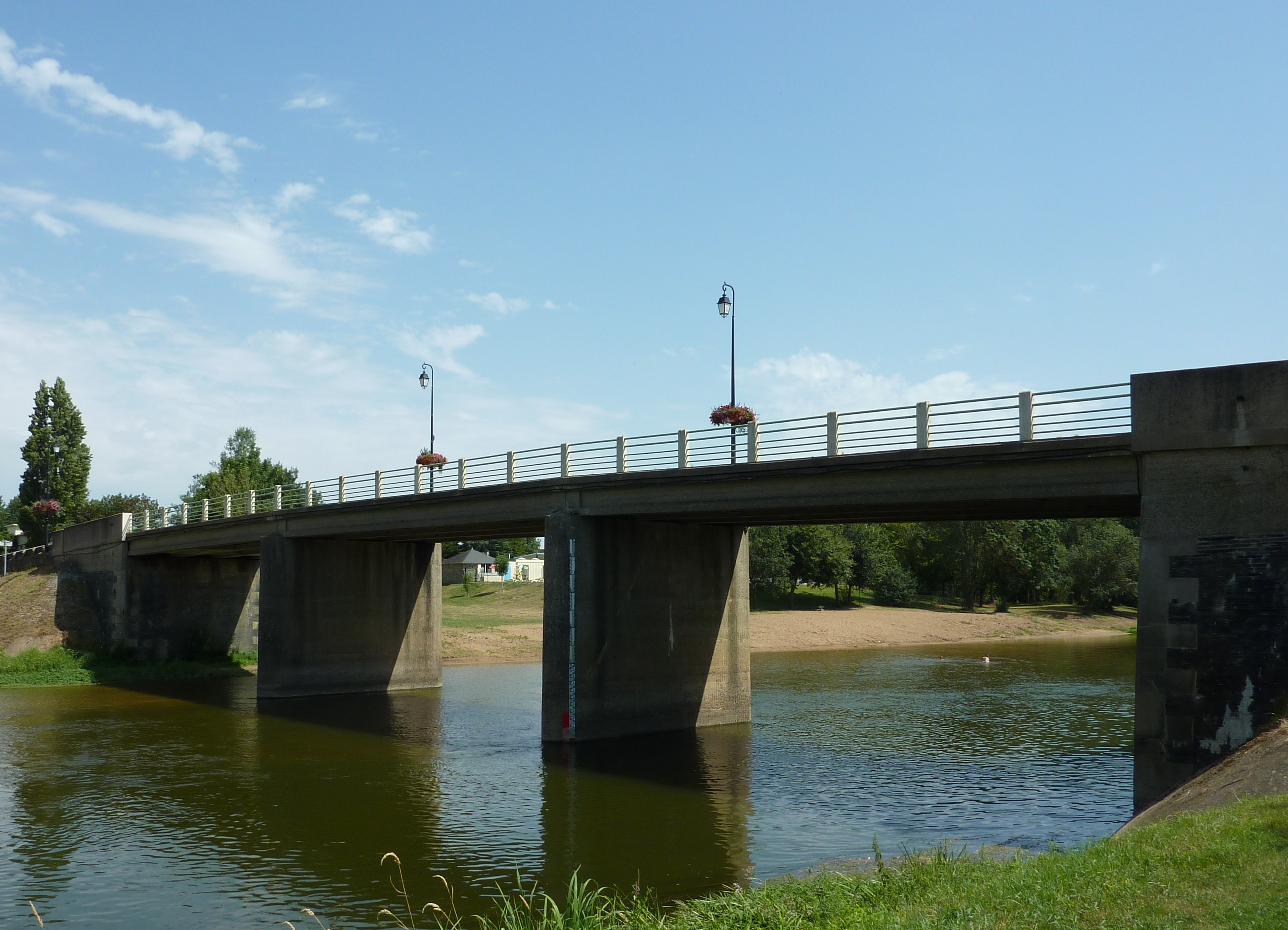
Le pont du Louet.

### Climat
Son climat est tempéré, de type océanique. Le climat angevin est particulièrement doux, du fait de sa situation entre les influences océaniques et continentales. Généralement les hivers sont pluvieux, les gelées rares et les étés ensoleillés.
Pour des articles plus généraux, voir Climat des Pays de la Loire et Climat de Maine-et-Loire.
En 2010, le climat de la commune est de type climat océanique altéré, selon une étude du CNRS s'appuyant sur une série de données couvrant la période 1971-2000. En 2020, Météo-France publie une typologie des climats de la France métropolitaine dans laquelle la commune est exposée à un climat océanique et est dans la région climatique Moyenne vallée de la Loire, caractérisée par une bonne insolation (1 850 h/an) et un été peu pluvieux.
Pour la période 1971-2000, la température annuelle moyenne est de 11,8 °C, avec une amplitude thermique annuelle de 14,5 °C. Le cumul annuel moyen de précipitations est de 625 mm, avec 11,4 jours de précipitations en janvier et 5,9 jours en juillet. Pour la période 1991-2020, la température moyenne annuelle observée sur la station météorologique de Météo-France la plus proche, sur la commune de Beaucouzé à 13 km à vol d'oiseau, est de 12,6 °C et le cumul annuel moyen de précipitations est de 709,3 mm,. Pour l'avenir, les paramètres climatiques de la commune estimés pour 2050 selon différents scénarios d'émission de gaz à effet de serre sont consultables sur un site dédié publié par Météo-France en novembre 2022.

### Milieux naturels et biodiversité
Outre des protections sur des bâtiments (monuments historiques), la commune figure à l'inscription de
- Protections réglementaires pour les sites de la Corniche angevine et la zone formée par la confluence Maine-Loire[16] et les coteaux angevins ;
- Natura 2000 pour la zone de la vallée de la Loire de Nantes aux Ponts-de-Cé ;
- Inventaires des zones importantes pour la conservation des oiseaux et zones naturelles d'intérêt écologique floristique et faunistique (berges la Loire, prairies de Rochefort-sur-Loire et vallée du Louet) ;
- Eaux et milieux aquatiques pour les zones humides d'importance nationale (eau et milieux aquatiques, Loire entre Maine et Nantes) ;
- Et figure également dans la zone du Patrimoine mondial de l'UNESCO (Val de Loire entre Sully-sur-Loire et Chalonnes-sur-Loire[17]).

## Urbanisme

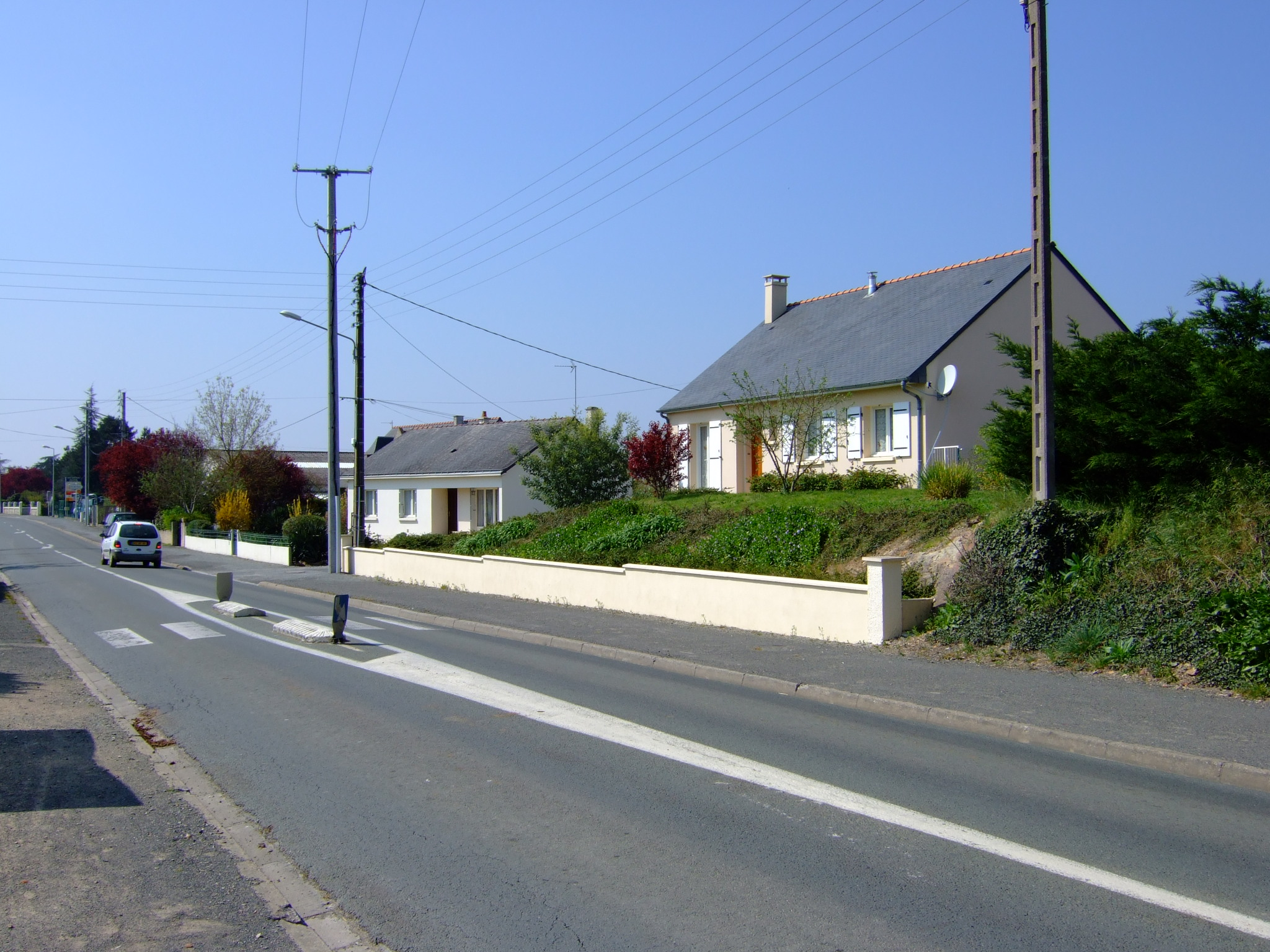
Entrée Est de Rochefort.

Le village s'inscrit dans un territoire essentiellement rural.

### Typologie
Au 1er janvier 2024, Rochefort-sur-Loire est catégorisée bourg rural, selon la nouvelle grille communale de densité à sept niveaux définie par l'Insee en 2022.
Elle est située hors unité urbaine. Par ailleurs la commune fait partie de l'aire d'attraction d'Angers, dont elle est une commune de la couronne,. Cette aire, qui regroupe 81 communes, est catégorisée dans les aires de 200 000 à moins de 700 000 habitants,.

### Occupation des sols
L'occupation des sols de la commune, telle qu'elle ressort de la base de données européenne d’occupation biophysique des sols Corine Land Cover (CLC), est marquée par l'importance des territoires agricoles (88,3 % en 2018), en diminution par rapport à 1990 (89,6 %). La répartition détaillée en 2018 est la suivante : 
prairies (33 %), zones agricoles hétérogènes (25,6 %), cultures permanentes (24,9 %), forêts (5 %), terres arables (4,7 %), zones urbanisées (3,8 %), eaux continentales (3 %). L'évolution de l’occupation des sols de la commune et de ses infrastructures peut être observée sur les différentes représentations cartographiques du territoire : la carte de Cassini (XVIIIe siècle), la carte d'état-major (1820-1866) et les cartes ou photos aériennes de l'IGN pour la période actuelle (1950 à aujourd'hui).

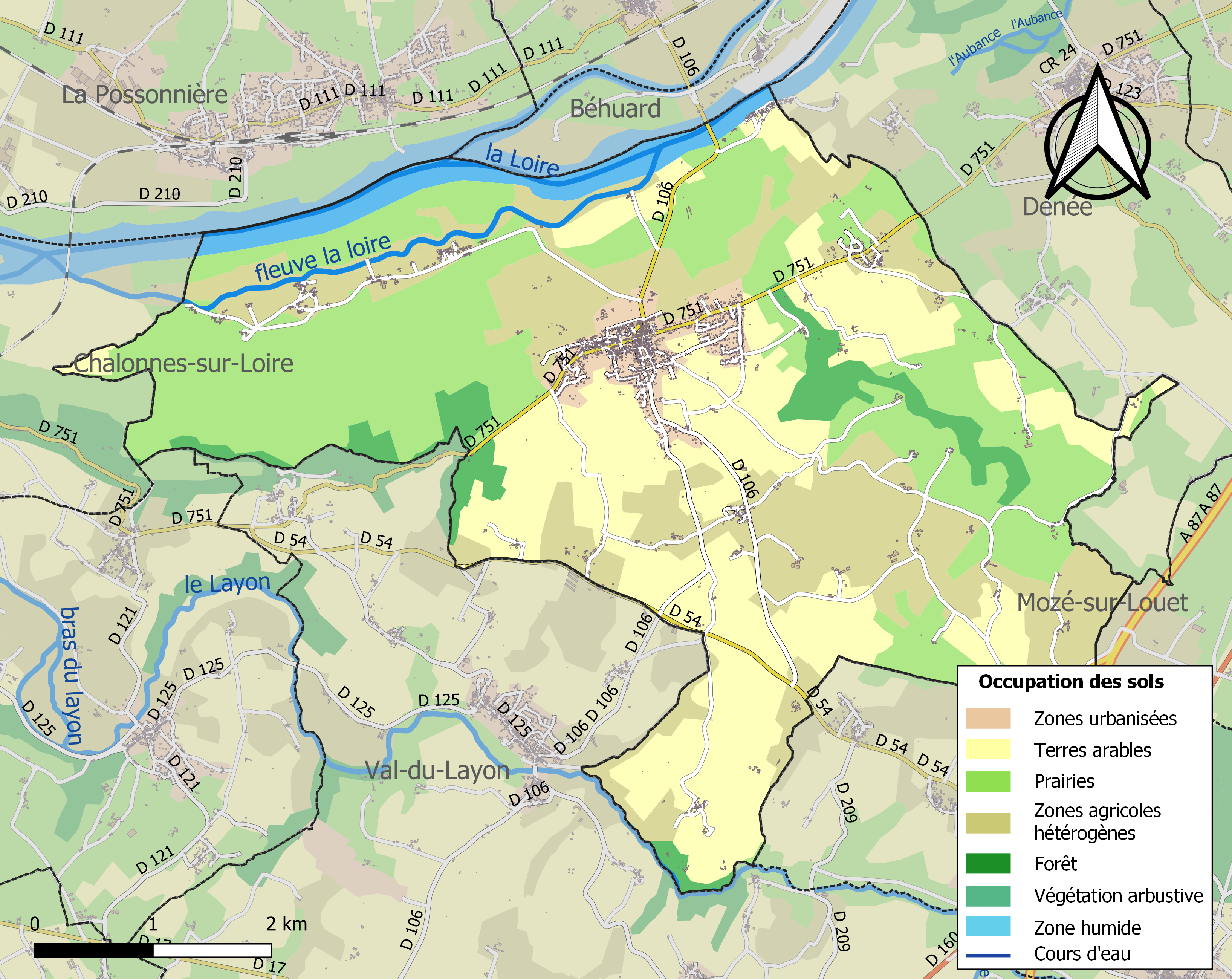
Carte des infrastructures et de l'occupation des sols de la commune en 2018 (CLC).

### Lieux-dits, hameaux et écarts
Pays rural, Rochefort comporte de nombreux hameaux : Les Lombardières, Les Loges, La Chapelle, La Croix Blanche, Midion, La Roche Aireau, Le Grand Aireau…

### Habitat et logement
En 2018, le nombre total de logements dans la commune est de 1 096, alors qu'il est de 1 057 en 2013 et de 1 006 en 2008.
Parmi ces logements, 85,8 % sont des résidences principales, 5,6 % des résidences secondaires et 8,6 % des logements vacants. Ces logements sont pour 91,3 % d'entre eux des maisons individuelles et pour 8,2 % des appartements.
Le tableau ci-dessous présente la typologie des logements à Rochefort-sur-Loire en 2018 en comparaison avec celle de Maine-et-Loire et de la France entière. Une caractéristique marquante du parc de logements est ainsi une proportion de résidences secondaires et logements occasionnels (5,6 %) supérieure à celle du département (3,1 %) mais inférieure à celle de la France entière (9,7 %). Concernant le statut d'occupation de ces logements, 79,7 % des habitants de la commune sont propriétaires de leur logement (79,1 % en 2013), contre 60,3 % pour le Maine-et-Loire et 57,5 % pour la France entière.
| Typologie                                               | Rochefort-sur-Loire | Maine-et-Loire | France entière |
| ------------------------------------------------------- | ------------------- | -------------- | -------------- |
| Résidences principales (en %)                           | 85,8                | 90,1           | 82,1           |
| Résidences secondaires et logements occasionnels (en %) | 5,6                 | 3,1            | 9,7            |
| Logements vacants (en %)                                | 8,6                 | 6,8            | 8,2            |

### Voies de communication et transports
Deux voies routières principales traversent la commune : d'est (Denée) en ouest (Chalonnes-sur-Loire), la D 751, et du nord (Savennières) au sud (Val-du-Layon, Beaulieu-sur-Layon), la D 106. L'autoroute A87 Angers-Cholet se trouve à moins d'une dizaine de kilomètres, sur la commune de Beaulieu-sur-Layon.
Transports collectifs : La commune est desservie par une ligne d’autobus du réseau interurbain de Maine-et-Loire AnjouBus, la ligne 23. Celle-ci va d'Angers à Mauges-sur-Loire, en passant par Denée, Rochefort et Saint-Aubin-de-Luigné (Val-du-Layon). Pour accéder au réseau ferroviaire, la ligne Angers-Nantes est accessible soit à Savennières soit à La Possonnière, et la ligne Angers-Cholet soit à Chalonnes-sur-Loire soit à La Possonnière.
Autrefois la Loire servait également de voie de communication. Ce n'est plus le cas aujourd'hui.

### Risques naturels et technologiques
La vallée de Rochefort-sur-Loire comporte un risque d'inondation de la Loire, pour lequel un plan de prévention des risques (PPR) a été mis en place. Plus d'un tiers du territoire de la commune est concerné par ce risque.
Les inondations de la Loire sont des inondations de plaine régulières et progressives, par suite de pluies importantes et des apports des eaux en amont, notamment à la fonte des neiges du Massif central. Les dernières crues importantes du fleuve sont celles de 1910 et 1982.
Les habitants de la vallée ont pris l'habitude des crues, qui ont toujours été présentes. L'habitat y a été adapté.

## Toponymie et héraldique

### Toponymie
Formes anciennes du nom : Roca forti en 1030, Ecclesia Sancti Simphoriani de Rupeforti en 1072, Domus Sancti Simphoriani de Rupeforti en 1080, Rochia fortis, Roca fortis en 1098, Deserta sub Rupe Forti en 1181, Villa Sancte Crucis de Rupe Forti en 1264, Rupes Fortis super Ligerim en 1319, Rocheffort sur Loyre en 1338, Rochefort en 1793 et 1801, avant de devenir Rochefort-sur-Loire.
Origine du nom : Le nom désignait à l'origine le relief rocheux, puis par extension la forteresse qui y fut édifiée. Rochefort c'est la roche forte, ou si l'on préfère la roche fortifiée. Au Moyen Âge, l'adjectif « fort » s'écrivait de la même façon au masculin et au féminin, ce qui explique pourquoi on dit « Rochefort » et non « Rocheforte ».
Nom des habitants : les Rochefortais.
La commune est instituée par la Révolution française sous le nom de Rochefort, puis de Rochefort-sur-Loire

### Héraldique
| Blason de Rochefort-sur-Loire | Blason  | D'azur, au chevron d'argent accompagné de trois molettes du même. |
| Blason de Rochefort-sur-Loire | Détails | Les origines de ces armoiries sont liées à la famille des Saint-Offange. À noter que d'autres villes ont des armes qui ressemblent à celles de Rochefort, telles celles de Reuilly (Eure). Le statut officiel du blason reste à déterminer. |

## Histoire

### Préhistoire et Antiquité
Les premières traces de population à Rochefort remontent à la Préhistoire. On y a trouvé des haches de pierre polie et des silex taillés. Non loin de là, Chalonnes est l'un des lieux les plus anciennement habités de l'Anjou.
La voie antique de la rive gauche de la Loire (chemin Saumureau) longeait le pied des coteaux, tandis qu'une voie romaine suivait la crête des coteaux en rive droite du Layon.

### Moyen Âge

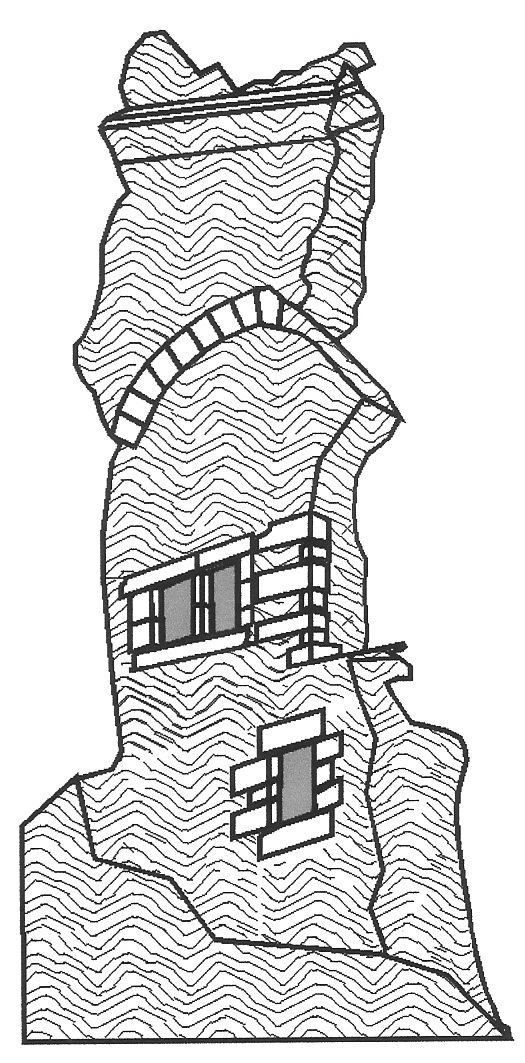
Ruine du château de Saint-Offange.

C'est plus bas, dans la vallée, que se constitue le village d'origine. Rochefort est initialement un village fortifié, puis un château fort dont quelques vestiges demeurent sur la proéminence rocheuse Rupes Fortis, qui devient ensuite Saint-Offange du nom de ces derniers occupants.
Le bourg de Rochefort est pour sa part créé vers l'an mille par Foulques Nerra, autour de la seigneurie de Cour-de-Pierre, qui appartient à partir de 1037 aux abbesses du Ronceray d'Angers (ville close de l'Anjou). Ce domaine devient le centre d'une châtellenie importante, dont dépendait notamment Saint-Lambert, Beaulieu, Saint-Foy et une partie de la vallée.
Comme dans le reste des Mauges, Rochefort est rattaché au comté d'Anjou par Foulques Nerra au XIe siècle.
Du fait de sa position sur la Loire, Rochefort est souvent une place importante. Ainsi, à l'époque des Plantagenêt, en 1214 Jean sans Terre fait de Rochefort sa base d'opérations pour assiéger le château de Guillaume des Roches (La Roche-au-Moine). Il est peu après défait par les troupes royales du Prince Louis (le futur Louis VIII), fils de Philippe Auguste.

### Temps modernes
En 1562, durant les guerres de religion, l'un des chefs huguenots, le capitaine de Saint-Aignan dit Desmarais, s'installe au château de Rochefort et résiste aux troupes royales du duc de Montpensier. Pris, il périt sur la roue.
Au XVIe siècle, la famille Saint-Offange, partisan de la Ligue résiste pendant huit ans aux assauts des troupes royales. Vivant aussi de brigandage, en 1590 ils séquestrent Scipion Sardini, un riche financier, pour obtenir une rançon. Jean du Mats de Montmartin est chargé du siège. Il obtient d'abord quelques succès et les assiégés, réduits à une grande disette, se trouvent au bord de la capitulation. Mais l'approche de l'hiver et le défaut d'accord entre le prince de Conti et le maréchal d'Aumont, entraînent la levée du siège. Pour obtenir la paix, Henri IV achète le 3 juillet 1598 la reddition des frères Saint-Offange pour la somme de 6 000 écus ainsi qu'une charge dans l'entourage du roi, et ordonne la démolition de la place forte qui commence le jour même,
Quelques années plus tard, de 1590 à 1598, ce sont les frères Saint-Offange qui résistent aux troupes d'Henri IV. Devenu souverain, la grande partie de la province d'Anjou refuse de reconnaître ce roi huguenot, hormis Angers et Saumur. Dans plusieurs villes, comme Segré, Baugé, Beaupréau et Chalonnes, les ligueurs refusent de se rallier au nouveau roi. C'est ainsi que Rochefort est assiégé pour déloger les Saint-Offange qui tiennent le passage de La Loire.
La paix revenue, le roi Henri IV rachète les lieux. Il fait démolir le château fort en 1599, ainsi que la petite bourgade fortifiée se trouvant sur plateau rocheux voisin, la motte Saint-Symphorien. Elle est si peu importante que sa paroisse est fusionnée au XIIIe siècle avec celle de Sainte-Croix.
Le château fort de Dieusie, qui relève du roi de France, est lui aussi rasé sur l'ordre d'Henri IV.
À la veille de la Révolution française (royaume de France), Rochefort dépend du doyenné de Jallais et de l'élection d'Angers.

### Révolution française et Empire
À la réorganisation administrative qui suit la Révolution, le département de Maine-et-Loire succède à la province d'Anjou. En 1790, Rochefort devient chef-lieu de canton, et dépend du district d'Angers. En 1800, le canton disparaît et la commune est intégrée au canton de Chalonnes et à l'arrondissement d'Angers.
En 1793 éclate une insurrection dans les Mauges, la guerre de Vendée. L'année suivante, l'une des troupes républicaines du général Turreau (colonnes infernales), sous le commandement de l'adjudant général Jean-Baptiste Moulin, incendie la région mais épargne Rochefort et Saint-Aubin, situés à l'époque dans la Vendée militaire.

### Époque contemporaine
Le développement des infrastructures date du XIXe siècle, avec la construction de la mairie et de l'école en 1870, l'ouverture d'un bureau de poste en 1872 et la création d'un corps de sapeurs-pompiers en 1863.
Le début du XXe siècle est marqué par les débuts de l'aviation. En juin 1908, dans les champs de la Grand-Prée qui se trouvent en contrebas de la Haie-Longue, le pionnier de l'aviation René Gasnier effectue des vols avec des aéroplanes de sa conception.

En septembre 1939 débute la Seconde Guerre mondiale. En 1941, Jean Bouhier, installé comme pharmacien à Rochefort, décide de regrouper des amis poètes autour de la publication d'une revue  Les Cahiers de Rochefort. C'est chez lui que se retrouvent assez régulièrement ce groupe de jeunes artistes originaires de l'Ouest, en rupture avec le conformisme littéraire de l'époque. Créé en pleine occupation allemande, ce mouvement est une réaction à la poésie nationale et traditionnelle prônée par le régime de Vichy.

Durant l'Occupation, l'armée allemande s'installe à Rochefort en 1940, 1942 et 1943.
Au moment de la Libération de la France, à la suite de la mort de soldats allemands gardant le pont des Lombardières, les troupes allemandes envahissent la vallée de Rochefort le 12 août 1944. Plusieurs personnes sont fusillées et une ferme est incendiée. La population terrorisée reçoit ensuite l'ordre d'évacuer. Durant une quinzaine de jours, les communes de Rochefort, Denée et Saint-Jean-de-la-Croix se vident alors de leurs habitants.
Au milieu du XXe siècle, l'économie de la commune repose sur l'agriculture, avec la viticulture mais aussi la production de maïs, de tabac et de chanvre.

## Politique et administration

### Administration municipale
Compte tenu de la population de la commune, son conseil municipal est composé de 19 membres, dont le maire et ses adjoints.
| Période                                  | Période                       | Identité                | Étiquette    | Qualité                                                                                             |
| ---------------------------------------- | ----------------------------- | ----------------------- | ------------ | --------------------------------------------------------------------------------------------------- |
| 7 février 1790                           | 12 novembre 1790              | Pierre Bonneau          |              | |
| 22 novembre 1790                         | 18 avril 1791                 | Jacques Le Doyen        |              | |
| 22 mai 1791                              | 26 décembre 1792              | Charles Alexis Martin   |              | |
| 26 décembre 1792                         |                               | René Lucas              |              | |
| 29 thermidor an III (16 août 1795)       |                               | Maurice Trottier        |              | |
| 29 pluviôse an IX (18 février 1801)      |                               | Jean Gachet             |              | |
| 10 pluviôse an X (30 janvier 1802)       |                               | Benoît Louis Lardin     |              | |
| 9 octobre 1815                           |                               | Philippe de Saint-Jean  |              | |
| 24 juillet 1816                          |                               | Nicolas Noury           |              | |
| 14 janvier 1826                          |                               | Grégoire Thomassin      |              | |
| 20 juillet 1828                          |                               | Auguste Tharreau        |              | |
| 29 octobre 1828                          |                               | Joseph Langlois         |              | |
| 15 décembre 182 8                        |                               | Charles François Lucas  |              | |
| 2 février 1833                           |                               | C. Guittard             |              | |
| 18 juin 1836                             | 26 février 1843               | L. Jousselin            |              | |
| 15 janvier 1844                          |                               | Jean Désiré Morin       |              | |
| 19 mars 1848                             |                               | François Lucas          |              | |
| 28 avril 1849                            |                               | Paul-Camille Pousset    |              | |
| 1884                                     |                               | Charles Drouard         |              | |
| 24 mai 1888                              |                               | Félix Fourmond          |              | |
| 1919                                     | 1925                          | Maurice Citoleux        |              | |
| 1925                                     | 1926                          | Alexandre Breyer        |              | |
| 1926                                     | 1927                          | Maurice Citoleux        |              | |
| 1929                                     | 1935                          | Pierre Trottier         |              | |
| 1935                                     | 1959                          | Marcel Breyer           |              | |
| 1959                                     | 1965                          | Gabriel Plassais        |              | |
| 1965                                     | janvier 1984 (décès)          | Jean Fouillet           | UDR puis DVD | Médecin Conseiller général de Chalonnes-sur-Loire (1961 → 1967 et 1973 → 1984)                      |
| 1984                                     | juin 1995                     | Michel Nouaille-Degorce | DVD          | Ancien militaire, officier de la Légion d’honneur Ancien directeur des services techniques d'Angers |
| juin 1995                                | mars 2001                     | Jean-Pierre Bigre       |              | |
| mars 2001                                | mars 2014                     | Roland Bernardeau       |              | |
| mars 2014                                | mai 2020,                     | Catherine Guinement     | DVG          | Consultante formatrice Vice-présidente de la CC Loire Layon Aubance (2017 → 2020)                   |
| mai 2020                                 | novembre 2022                 | Sandrine Papin-Drala    |              | Mandat écourté par la démission d'une partie du conseil municipal                                   |
| 25 novembre 2022,                        | En cours (au 28 février 2023) | Didier Le Gall          |              | Professeur en neuropsychologie à l'université d'Angers                                              |
| Les données manquantes sont à compléter. |                               |                         |              | |

### Intercommunalité
Rochefort-sur-Loire était membre de la communauté de communes Loire-Layon, un établissement public de coopération intercommunale (EPCI) à fiscalité propre créé en 1997 et auquel la commune avait transféré un certain nombre de ses compétences, dans les conditions déterminées par le code général des collectivités territoriales..
Dans le cadre des dispositions de la loi portant nouvelle organisation territoriale de la République du 7 août 2015, qui prévoit que les établissements publics de coopération intercommunale (EPCI) à fiscalité propre doivent avoir un minimum de 15 000 habitants et à la suite de la révision du schéma départemental de coopération intercommunale, le 1er janvier 2017 les communautés de communes Loire-Layon, Coteaux du Layon et Loire Aubance fusionnent pour former, le 1er janvier 2017, la communauté de communes Loire Layon Aubance dont est désormais membre la commune.

### Rattachements administratifs et électoraux

#### Rattachements administratifs
La commune se trouve dans l'arrondissement d'Angers du département de Maine-et-Loire.
Elle faisait partie depuis 1801 du canton de Chalonnes-sur-Loire. Dans le cadre du redécoupage cantonal de 2014 en France, cette circonscription administrative territoriale a disparu et le canton n'est plus qu'une circonscription électorale.

#### Rattachements électoraux
Pour les élections départementales, la commune fait partie depuis 2014 d'un  nouveau canton de Chalonnes-sur-Loire porté à 14 communes
Pour l'élection des députés, elle fait partie de la deuxième circonscription de Maine-et-Loire.

## Équipements et services publics
Située dans l'académie de Nantes, l'école publique a été construite en 1870, et intégrée à la mairie dans un vaste bâtiment. Il existe aussi une école privée. Il n'y a pas de collège ; les enfants vont pour la plupart à celui de Chalonnes-sur-Loire.
Sont présents sur la commune une bibliothèque, une poste, une maison de retraite, un centre de secours. La bibliothèque possède un fonds spécifique en Poésie comprenant 2 800 livres et revues. Chaque année, début juillet, a lieu le marché de la poésie. Plusieurs auteurs et éditeurs font le déplacement pour proposer leurs recueils.
On y trouve aussi plusieurs infrastructures sportives (piscine, stade, tennis, etc) et on y pratique la boule de fort, jeu typique de l'Anjou inscrit au patrimoine ligérien.
La plupart des structures de santé se trouvent à Chalonnes-sur-Loire, siège du canton, où l'on trouve l'hôpital local ainsi qu'un établissement d'hébergement pour personnes âgées dépendantes. La maison de retraite de Rochefort a fermé définitivement ses portes en décembre 2023.

## Population et société

### Démographie

#### Évolution démographique
L'évolution du nombre d'habitants est connue à travers les recensements de la population effectués dans la commune depuis 1793. Pour les communes de moins de 10 000 habitants, une enquête de recensement portant sur toute la population est réalisée tous les cinq ans, les populations de référence des années intermédiaires étant quant à elles estimées par interpolation ou extrapolation. Pour la commune, le premier recensement exhaustif entrant dans le cadre du nouveau dispositif a été réalisé en 2005.

En 2022, la commune comptait 2 332 habitants, en évolution de −0,47 % par rapport à 2016 (Maine-et-Loire : +2,12 %, France hors Mayotte : +2,11 %).
| 1793  | 1800  | 1806  | 1821  | 1831  | 1836  | 1841  | 1846  | 1851  |
| ----- | ----- | ----- | ----- | ----- | ----- | ----- | ----- | ----- |
| 2 404 | 2 272 | 2 320 | 2 466 | 2 412 | 2 354 | 2 514 | 2 511 | 2 600 |

| 1856  | 1861  | 1866  | 1872  | 1876  | 1881  | 1886  | 1891  | 1896  |
| ----- | ----- | ----- | ----- | ----- | ----- | ----- | ----- | ----- |
| 2 444 | 2 410 | 2 289 | 2 196 | 2 145 | 2 034 | 2 100 | 2 046 | 1 960 |

| 1901  | 1906  | 1911  | 1921  | 1926  | 1931  | 1936  | 1946  | 1954  |
| ----- | ----- | ----- | ----- | ----- | ----- | ----- | ----- | ----- |
| 1 856 | 1 805 | 1 731 | 1 579 | 1 572 | 1 506 | 1 530 | 1 518 | 1 604 |

| 1962  | 1968  | 1975  | 1982  | 1990  | 1999  | 2005  | 2006  | 2010  |
| ----- | ----- | ----- | ----- | ----- | ----- | ----- | ----- | ----- |
| 1 537 | 1 618 | 1 620 | 1 814 | 1 877 | 1 991 | 2 140 | 2 128 | 2 232 |

| 2015  | 2020  | 2022  | - | - | - | - | - | - |
| ----- | ----- | ----- | - | - | - | - | - | - |
| 2 336 | 2 307 | 2 332 | - | - | - | - | - | - |

#### Pyramide des âges
La population de la commune est relativement jeune.
En 2018, le taux de personnes d'un âge inférieur à 30 ans s'élève à 32,9 %, soit en dessous de la moyenne départementale (37,2 %). À l'inverse, le taux de personnes d'âge supérieur à 60 ans est de 26,5 % la même année, alors qu'il est de 25,6 % au niveau départemental.
En 2018, la commune comptait 1 134 hommes pour 1 205 femmes, soit un taux de 51,52 % de femmes, légèrement supérieur au taux départemental (51,37 %).
Les pyramides des âges de la commune et du département s'établissent comme suit.
| Hommes | Classe d’âge | Femmes |
| ------ | ------------ | ------ |
| 1,4    | 90 ou +      | 2,8    |
| 7,9    | 75-89 ans    | 9,0    |
| 16,0   | 60-74 ans    | 15,8   |
| 19,9   | 45-59 ans    | 19,2   |
| 22,1   | 30-44 ans    | 20,2   |
| 10,7   | 15-29 ans    | 11,4   |
| 22,0   | 0-14 ans     | 21,5   |

| Hommes | Classe d’âge | Femmes |
| ------ | ------------ | ------ |
| 0,9    | 90 ou +      | 2,1    |
| 7      | 75-89 ans    | 9,5    |
| 16,2   | 60-74 ans    | 16,9   |
| 19,4   | 45-59 ans    | 18,7   |
| 18,2   | 30-44 ans    | 17,5   |
| 18,8   | 15-29 ans    | 17,6   |
| 19,5   | 0-14 ans     | 17,6   |

### Manifestations culturelles et festivités
Durant tout l'été des manifestations sont organisées sur la commune : course VTT La Rochefortiche, fête des moules, feu d'artifice... et le 3e dimanche d'octobre, la Randonnée des vendanges.
Au début de l'été se déroule le Marché de la poésie organisé par le Centre poétique de Rochefort,.
À l'automne, l'association Rochefort Athlétic Cigales Gymnastique organise chaque année la Randonnée des vendanges ; occasion de découvrir la commune et ses vignobles.

## Économie

### Revenus de la population et fiscalité
Le revenu fiscal médian par ménage est en 2010 de 17 691 €, pour une moyenne sur le département de 17 632 €
En 2009, 51 % des foyers fiscaux sont imposables, pour 51 % sur le département.

### Tissu économique
En plus d'une agriculture fortement implantée, la commune possède de nombreuses petites entreprises. Outre des capacités d'accueil et des espaces extérieurs, on y trouve plusieurs commerces (épicerie, boulangeries, boucherie et charcuterie, pharmacie, etc). Le tourisme représente également une activité importante.
En 2009, sur les 220 établissements présents sur la commune, 29 % relèvent du secteur de l'agriculture (pour une moyenne de 18 % sur le département). L'année suivante, sur les 227 établissements présents, 29 % relèvent du secteur de l'agriculture (pour une moyenne de 17 % sur le département), 7 % du secteur de l'industrie, 11 % du secteur de la construction, 41 % de celui du commerce et des services et 13 % du secteur de l'administration et de la santé. Cinq ans plus tard, en 2015, sur les 229 établissements présents, 18 % relèvent du secteur de l'agriculture (pour une moyenne de 11 % sur le département), 4 % du secteur de l'industrie, 10 % de celui de la construction, 56 % du secteur du commerce et des services et 11 % de celui de l'administration et de la santé.

### Agriculture

Vignobles de la vallée de la Loire.
(Cliquez pour agrandir)

Comme dans le reste du département, l'agriculture est fortement implanté à Rochefort, dont la viticulture qui représente la première activité agricole. Située dans l'aire d’appellation Coteaux-du-Layon (AOC), on y trouve un vin blanc moelleux réputé, le Quarts-de-Chaume (AOC).

Rochefort-sur-Loire se trouve dans la zone des vignobles du Val de Loire. Liste des appellations présentes sur le territoire :
- AOC AOP Anjou blanc, Anjou gamay, Anjou gamay nouveau ou primeur, Anjou rouge, Anjou Villages, Cabernet d'Anjou, Cabernet d'Anjou nouveau ou primeur, Coteaux du Layon, Coteaux du Layon Sélection de grains nobles, Rosé d'Anjou, Rosé d'Anjou nouveau ou primeur, Rosé de Loire,
- AOC AOP Coteaux du Layon Chaume, Coteaux du Layon Rochefort-sur-Loire, Coteaux du Layon Rochefort-sur-Loire Sélection de grains nobles, Quarts de Chaume[67],
- AOC AOP Anjou mousseux blanc, Anjou mousseux rosé, Crémant de Loire blanc, Crémant de Loire rosé, Vin destiné à l'élaboration de Crémant de Loire blanc, Vin destiné à l'élaboration de Crémant de Loire rosé,
- AOC Maine-Anjou, IGP Bœuf du Maine, Volailles de Cholet, Volailles d’Ancenis, Brioche vendéenne.

### Tourisme
Rochefort-sur-Loire possède des capacités d'accueil (camping, gites) et des espaces extérieurs (plage de sable, étang et aire de pique-nique). Proche d'Angers, la plage est connue depuis très longtemps des citadins.
L'hippodrome du Val-fleuri, situé entre la Loire et le Louet, accueille chaque année en août des courses de plat, haies et trot. La Société des courses hippiques de Rochefort-sur-Loire a fêté ses 125 ans en 2015.
L'étang et les bords du Louet permettent d'y pratiquer la pêche. On y trouve aussi une guinguette.
En juillet et août il est possible de passer la Loire par bac pour rejoindre La Possonnière (rive nord de la Loire). Destiné aux piétons, le bac utilisé est un fûtreau, bateau de Loire de type traditionnel.

## Culture locale  et patrimoine

### Lieux et monuments

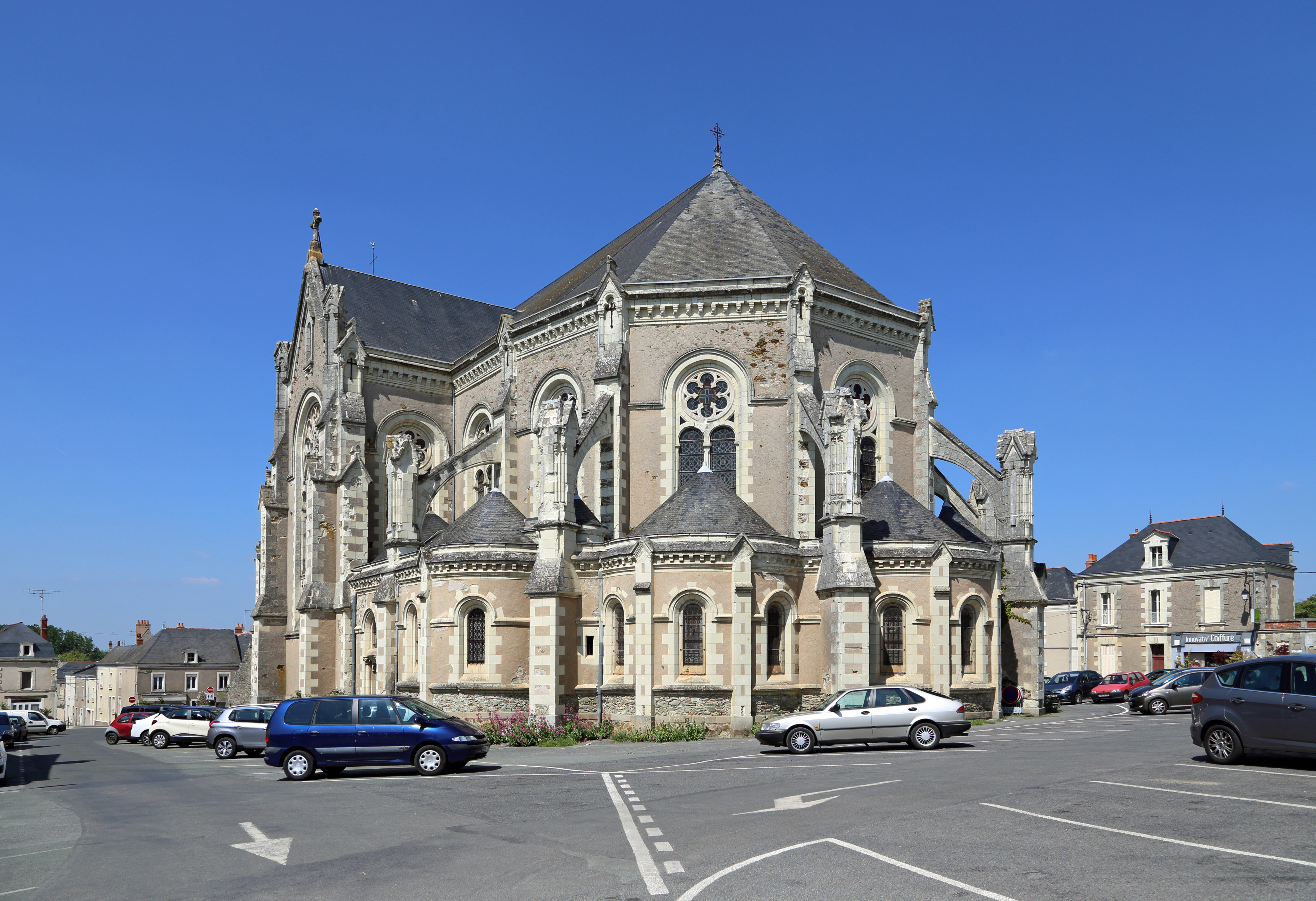
L'église Sainte-Croix.

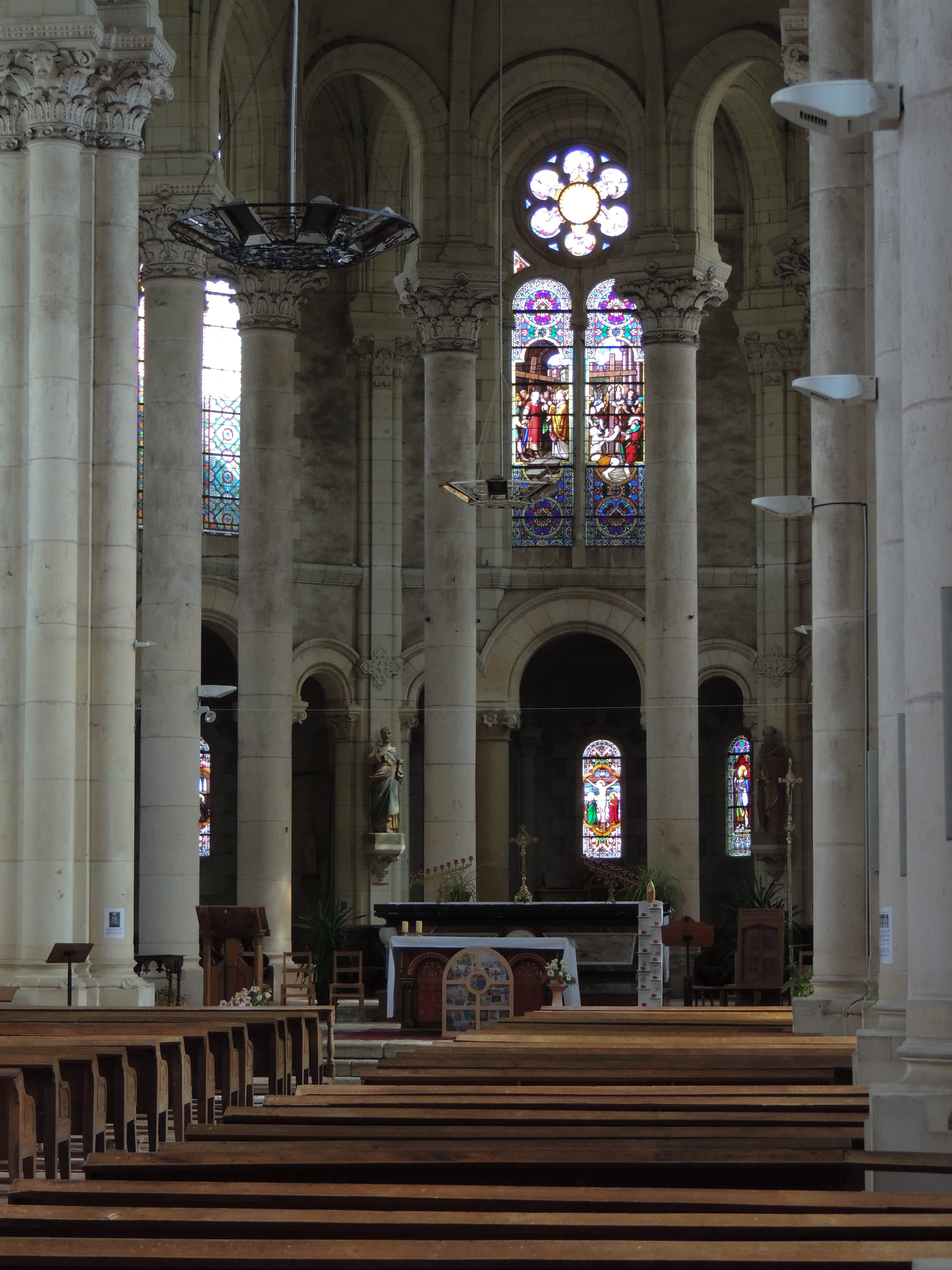
Intérieur de l'église.

On y rencontre de nombreux ouvrages historiques, dont les trois châteaux qui constituaient la cité initiale de Rochefort : Dieusie (XIIe siècle), Saint-Offange (XIIIe siècle) et Saint-Symphorien. La commune comporte plusieurs inscriptions au Patrimoine, dont un monument historique et trois sites protégés :
- l'église Sainte-Croix (XIIIe et XVIe siècles), possédant une miséricorde, monument historique inscrit en totalité par arrêté du 4 février 2008[72] ;
- les rochers de Saint-Offange, de Saint-Symphorien, de Dieusie et leurs abords, site protégé inscrit par arrêté du 20 juillet 1943, abrogé par l'arrêté de classement du site de La Corniche Angevine en date du 11 février 2003 ;
- la Corniche Angevine, comportant des panoramas sur les vallées de la Loire et du Layon, et les hameaux La Haie-Longue et Ardenay[34], site protégé classé par arrêté du 11 février 2003 ;
- le site, formé par la confluence et les coteaux angevins, concerne notamment les communes de Béhuard, Savennières, Denée et Rochefort. Le site protégé est classé par arrêté du 23 février 2010[16].

Autres monuments inventoriés (Inventaire général du patrimoine culturel) :
- le château de Saint-Symphorien ;
- le manoir dit château du Pilory des XVe, XVIe et XVIIIe siècles ;
- le manoir de la Voie au chemin-des-Loges du XVIe siècle ;
- la demeure dite logis du Martreau du XVIIIe siècle ;
- la chapelle Saint-Symphorien du XVIIIe siècle ;
- la maison place de l'église (place Sainte-Croix) des XVe et XVIe siècles[73] ;
- la maison rue de la Grande-Cour du XVIIIe siècle ;
- la maison dite la Cour de Pierre des XVe XVIe et XVIIIe siècles ;
- la maison rue Haute-du-Martreau du XVIIIe siècle ;
- deux maisons place du Pilory des XVIe et XVIIe siècles.

Sur la commune se trouve également un émetteur de radiodiffusion d'une hauteur de 102 mètres.

### Personnalités liées à la commune
- Famille Saint Offange (XVIe siècle), implantée en Anjou dès la fin du XIVe siècle, et propriétaires de nombreux domaines, dont le château situé dans la vallée qui porte leur nom.
- Bertrand d'Ogeron (1613-1676), né à Rochefort, administrateur colonial français qui contribuera au peuplement de Saint-Domingue.
- René Gasnier (1874-1913), aviateur français, pionnier de l’aviation, fit ses premiers vols dans la vallée de Rochefort.
- Marcel Thibault (1898-1944), résistant et homme politique, né à Rochefort.
- Jean Bouhier (1912-1999), poète français, réfugié à Rochefort en juin 1939, s'y installe et fonde l'École de Rochefort en 1941.
- René Guy Cadou (1920-1951), poète français, participe aux réunions de jeunes poètes initiées par Jean Bouhier et Pierre Penon.
- Annick de Souzenelle (1922-2024), écrivaine d'ouvrages de spiritualité française y est inhumée.
- Arnaud Assoumani (1985-), champion paralympique et recordman du monde du saut en longueur (Pékin 2008), a grandi à Rochefort.